# Modelul ipostatic al personalității
Modelul ipostatic al personalității descrie caracterul unei persoane ca avand mai multe "fețe" si spune că ea se poate comporta și apărea altora în mai multe moduri, în funcție de felul în care persoana este, dar, de asemenea, după cum alții o percep. Modelul spune că oamenii nu sunt unilaterali, ci sunt un pic din toate. De exemplu, cineva poate fi astăzi rău, iar maine poate fi bun. Modul cum apare cineva, de asemenea, depinde de lucrurile și oamenii din jurul lui sau ei. De exemplu, uneori, persoana cea mai lașă poate deveni cel mai mare erou, în cazul în care el este chemat pentru a salva viața cuiva. Toate aceste "părți" ale unei persoane trebuie să fie cunoscute de către oamenii de știință ca să le poată schimba în bine.